# Igreja de Nossa Senhora de Fátima (Figueira)
A Igreja de Nossa Senhora de Fátima, igualmente denominada de Igreja da Figueira, é um monumento religioso na localidade da Figueira, no concelho de Vila do Bispo, na região do Algarve, em Portugal.

## Descrição e história
A igreja está situada na Rua Direita, na localidade da Figueira. É consagrado a Nossa Senhora de Fátima. Foi construída no âmbito de um programa implementado pelo governo nas décadas de 1950 e 1960, na sequência das novas tendências introduzidas pelo Movimento de Renovação da Arte Religiosa. Estes novos modelos foram utilizados na construção de vários santuários um pouco por todo o território nacional, destacando-se a Igreja de Santo António em Moscavide, a Igreja de Águas em Penamacor e a Capela do Picote em Miranda do Douro.
O imóvel foi edificado em 1961, tendo sido planeado pelo arquitecto António de Freitas Leal, que também foi responsável pela Igreja de São Luís, em Faro.

## Leitura recomendada
- Vilas e Aldeias do Algarve Rural 2ª ed. Faro: Globalgarve/Alcance/In Loco/Vicentina. 2003. 171 páginas. ISBN 972-8152-27-2